# Кам'янистий хребет (заказник)
Кам'яни́стий хребе́т — ландшафтний заказник місцевого значення в Україні. Розташований у межах Косівського району Івано-Франківської області, на захід від міста Косів. 
Площа 30 га. Стасус надано згідно з розпорядженням облдержадміністрації від 15.07.1996 року № 451. Перебуває у віданні ДП «Кутське лісове господарство» (Косівське лісництво, кв. 18, 19). 
Статус надано з метою збереження природного комплексу на хребті Кам'янистий (Покутсько-Буковинські Карпати). Серед буково-смерекового лісу розташовані мальовничі групи скель з вигадливими формами вивітрювання. 
Заказник входять до складу Національного природного парку «Гуцульщина». 